# Wasserstandsanzeiger Bremerhaven

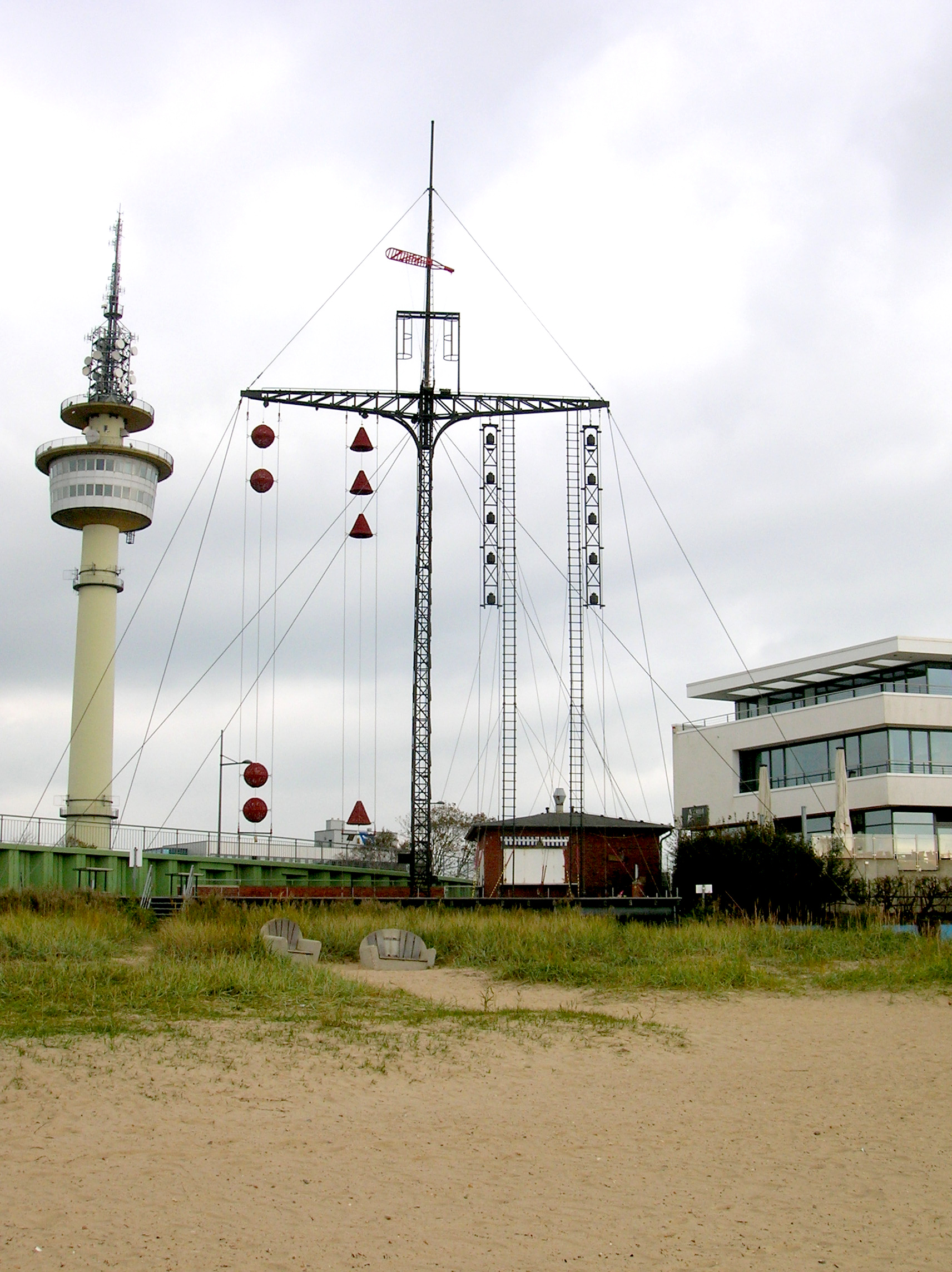
Wasserstandsanzeiger:
„2,60 m, auflaufend Wasser.“

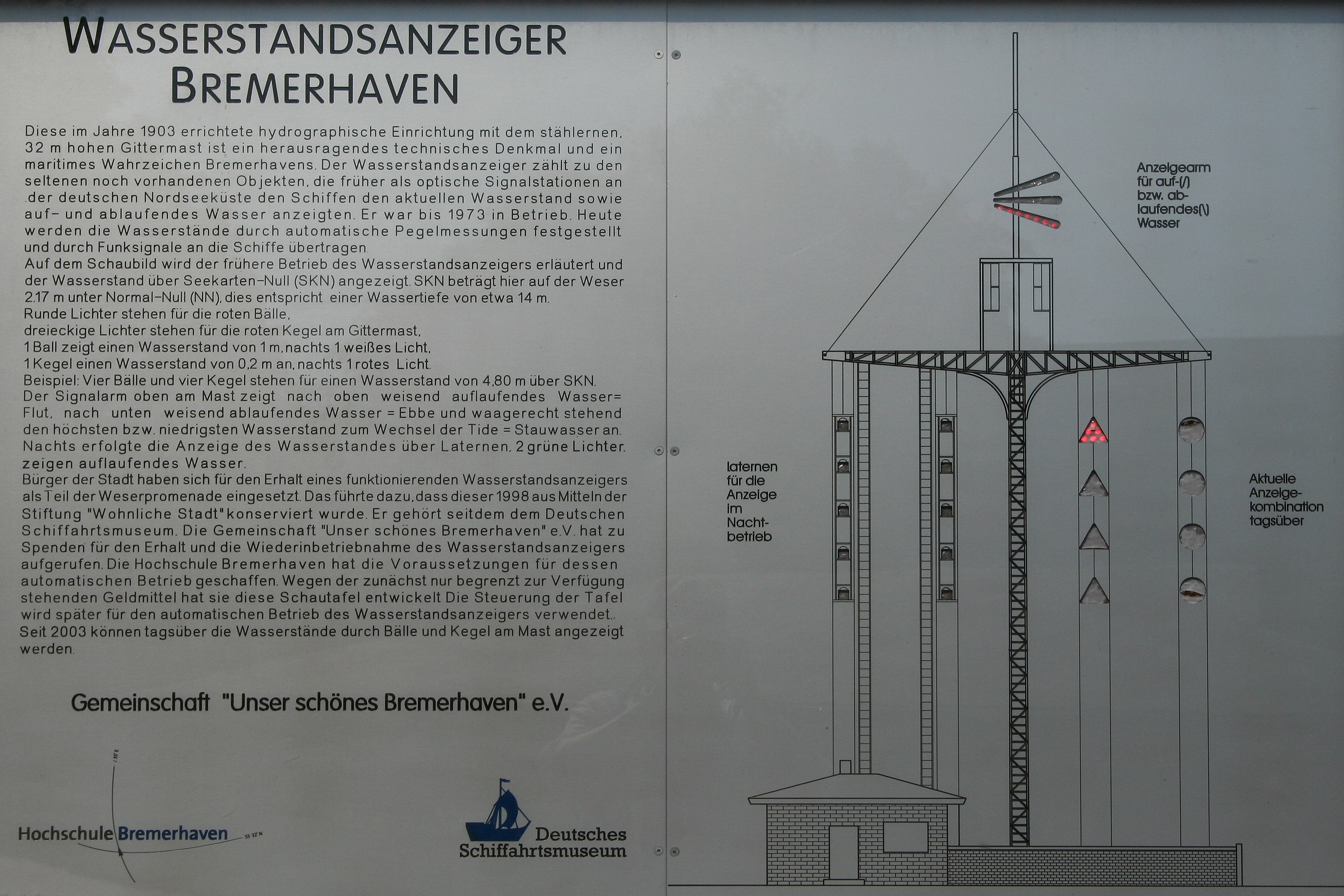
Schautafel am früheren Signalwärterhaus

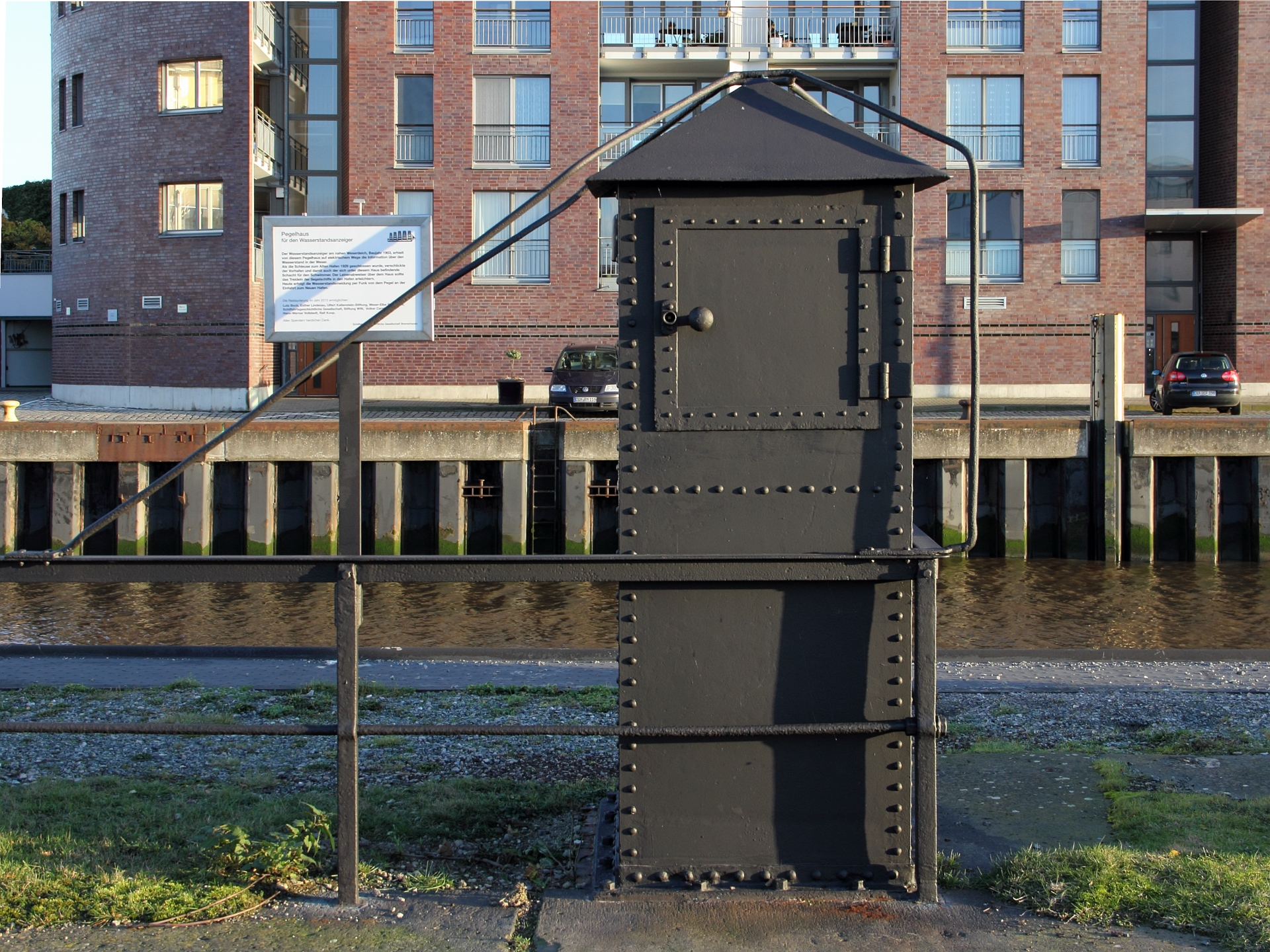
Altes Pegelhaus für den Wasserstandsanzeiger

Der Wasserstandsanzeiger Bremerhaven steht am Südende des Weserdeichs in Mitte (Bremerhaven). Er informierte Schiffsführungen zum Gezeitenstand in Bremerhaven. Wie früher die Bürgermeister-Smidt-Gedächtniskirche und der „Lange Heinrich“ ist der Wasserstandsanzeiger (wieder) ein Wahrzeichen Bremerhavens.
Das Bauwerk wurde nach der Sanierung 1978 unter Bremer Denkmalschutz gestellt.

## Geschichte
Die fast 32 Meter hohe stählerne Gitterkonstruktion ist die einzige erhalten gebliebene historische Anlage ihrer Art an der Deutschen Bucht.
Der 1903 erbaute Anzeiger zeigte bis 1973 den aktuellen Wasserstand der Weser über Seekarten-Null an. Tagsüber wurden zu diesem Zweck an der nördlichen Seite der Rah Bälle und Kegel genutzt, nachts geschah die Übermittlung mit Laternen auf der südlichen Seite der Rah. Jeder aufgezogene rote Kegel bedeutete 20 cm und jeder rote Ball 1 Meter Wasserstand sowie jedes weiße Licht 20 cm und jedes rote Licht 1 Meter Wasserstand bezogen auf das örtliche Seekartennull. Ein zusätzlicher Signalarm oben am Mast zeigte auf- oder ablaufendes Wasser sowie Stauwasser an. Ein grünes Licht stand nachts für ablaufendes und zwei grüne Lichter für auflaufendes Wasser sowie das rot-rot-weiße Licht für Stillstand.
Das Setzen der Bälle und Kegel geschah anfangs von Hand durch ein Kurbelwerk, später mit einem Elektromotor, wobei dann die Signale durch den Schreibpegel am Alten Vorhafen ausgelöst wurden. Bei bestimmten Wasserständen informierte der Signalwärter die Feuerwehr, damit diese die Absperrschieber der in die Geeste mündenden Stadtsiele schließen oder öffnen konnte.
Der Wasserstandsanzeiger wurde 1973 außer Betrieb genommen. 30 Jahre später, am 25. Juni 2003 konnte er nach entsprechenden Ertüchtigungen tagsüber als technisches Denkmal wieder in Betrieb genommen werden. Seither informiert eine Schautafel am früheren Signalwärterhaus über die Funktion des Wasserstandsanzeigers. 2014 wurde der Mast dank zahlreicher Spender unter der Federführung von Hinrich Gravert (1937–2018), damals Vorstandsmitglied der Schiffahrtsgeschichtlichen Gesellschaft Bremerhaven, grundlegend restauriert.
Die erforderlichen Pegelstände wurden elektrisch von dem kleinen Pegelhaus übermittelt, das in etwa 85 m Entfernung an der Nordseite der Zufahrt zur ehemaligen Schleuse zum Alten Hafen steht. Nachdem die Schleuse zum Alten Hafen 1929 geschlossen wurde, verschlickte die Zufahrt und auch der unter dem Pegelhaus befindliche Schacht für den Schwimmer. Am Haus angebrachte Leinenabweiser sollten das Treideln von Segelschiffen erleichtern. Die Restaurierung des Pegelhauses im Jahr 2015, wieder unter der Federführung von Hinrich Gravert, ermöglichten etliche Spender.

## Heutige Bedeutung
Mit Einführung der Funktechnik verlor der Wasserstandsanzeiger an Bedeutung für die Seefahrt und wurde daher 1973 außer Betrieb genommen. Bis 1990 diente der Mast noch zur Bekanntmachung von Fahrwassersperrungen und Schifffahrtsbehinderungen. Danach wurde der funktionslose Mast bis 1996 vom Wasser- und Schifffahrtsamt Bremerhaven unterhalten. Seit 1998 ist er als technisches Denkmal dem Deutschen Schifffahrtsmuseum (DSM) zugeordnet. Daher ist die Wasserstandsanzeiger manchmal nur „Zierde“, weil die Computersteuerung und die Antriebsmotoren für Kegel und Bälle nicht immer funktionierten.
Die Schifffahrt erhält heute die Wasserstandsinformationen von der Wasser- und Schifffahrtsverwaltung des Bundes, sie werden im Internet veröffentlicht. Die Daten liefert der Pegel, der an der Nordseite der Zufahrt zur Schleuse Neuer Hafen steht.